# Esnes
 Esnes là một xã ở tỉnh Nord trong vùng Hauts-de-France, Pháp.

## Monuments
- Castle